# Jennifer Capriati Tennis
 (juillet 2015).
Si vous disposez d'ouvrages ou d'articles de référence ou si vous connaissez des sites web de qualité traitant du thème abordé ici, merci de compléter l'article en donnant les références utiles à sa vérifiabilité et en les liant à la section « Notes et références ».
Jennifer Capriati Tennis (connu sous le nom de Grand Slam: The Tennis Tournament en Europe) est un jeu vidéo de tennis développé par System Sacom (en) et édité par Telenet Japan le 1er juin 1992. Le titre du jeu utilise le nom de Jennifer Capriati, une joueuse de tennis célèbre.
Le jeu a été commercialisé sur borne d'arcade en 1993.
Il a été réédité en 1995 sur Mega Drive par Sega sous le nom de Grandslam (Classic).